# Аузаккер
Аузаккер (нем. Ausacker) — община в Германии, в земле Шлезвиг-Гольштейн. 
Входит в состав района Шлезвиг-Фленсбург. Подчиняется управлению Хюруп.  Население составляет 498 человек (на 31 декабря 2010 года). Занимает площадь 9,13 км².
Коммуна подразделяется на 2 сельских округа.